# Медаль «10-летие Министерства по чрезвычайным ситуациям Азербайджанской Республики (2005–2015)»
Юбилейная медаль «10-летие Министерства по чрезвычайным ситуациям Азербайджанской Республики (2005—2015)»(азерб. "Azərbaycan Respublikası Fövqəladə Hallar Nazirliyinin 10 illiyi (2005–2015)" yubiley medalı) — государственная награда  Азербайджанской Республики.

## История
Юбилейная медаль «10-летие Министерства по чрезвычайным ситуациям Азербайджанской Республики (2005—2015)» утверждена Законом от 4 декабря 2015 года по решению президента Азербайджанской Республики  Ильхамом Алиевым.

## Положение
Юбилейная медаль «10-летие Министерства по чрезвычайным ситуациям Азербайджанской Республики (2005-2015)» вручается лицам, которые внесли особый вклад в организацию, развитие и укрепление деятельности органов по чрезвычайным ситуациям  Азербайджанской Республики, а также активно участвовали в организации гражданской обороны, защите населения и территорий от чрезвычайных ситуаций и ликвидации их последствий.

## Описание
Юбилейная медаль «10-летие Министерства по чрезвычайным ситуациям Азербайджанской Республики (2005-2015)» представляет собой круглый диск золотого цвета, отлитый из бронзы, диаметром 36 мм.
Лицевая сторона медали имеет гладкую поверхность. В центре, на фоне рельефных лучей, изображен венок из лавровых листьев. На зеленом фоне размещена композиция, состоящая из эмблемы МЧС.
В верхней части медали написано “AZƏRBAYCAN RESPUBLİKASI”, в нижней части – “FÖVQƏLADƏ HALLAR NAZİRLİYİ”. В нижней части центра медали на ленте цветов Государственного флага Азербайджанской Республики белыми буквами написано "10 İL". Слева на ленте, написаны золотом цифры "2005" и "2015". На ленте изображены золотые дубовые листья, направленные вправо.
В центре обратной стороны медали написано  “AZƏRBAYCAN RESPUBLİKASI FÖVQƏLADƏ HALLAR NAZİRLİYİNİN 10 İLLİYİ” и цифры "2005-2015", оформленные национальным орнаментом. 
На обратной стороне медали указаны серия и номер.
Медаль крепится к одежде при помощи элемента, состоящего из золотой металлической пластины размером 40 мм x 4 мм в верхней части и 40 мм x 6,5 мм в нижней части, а также прямоугольной пластины из черной ленты размером 37 мм x 50 мм. Пластина соединена с помощью кольца и крючка. На золотой металлической пластине в нижней части имеется национальный орнамент.
Черная лента разделена вертикальными полосками: в центре шириной 2 мм красного цвета, затем от центра к краям – поочередно белыми полосками шириной 3 мм, красными полосками шириной 12,5 мм и голубыми полосками шириной 2 мм.
Для крепления медали к одежде предусмотрен элемент из металла размером 37 мм x 10 мм, покрытый той же черной лентой.

## Способ ношения
Медаль носится на левой стороне груди. В случае наличия у награждённого других орденов и медалей Азербайджана, она располагается после юбилейной медали Республики Азербайджан по случаю «5-летие Министерства по чрезвычайным ситуациям Азербайджанской Республики (2005—2010)»